# Гоибуру, Агустин
Агусти́н (Агостин) Гоибуру́ Хи́менес (исп. Agustín Goiburú Gimenez, 1930 — 1977) — парагвайский политический деятель, руководитель оппозиционного Стресснеру Народного движения «Колорадо». Врач-ортопед по профессии. Противник стронистской диктатуры. Убит в ходе операции «Кондор».
В охоте за Гоибуру, кроме собственно парагвайских, принимали участие бразильские и аргентинские спецслужбы. Причём во время нахождения Агустина Гоибуру на территории Бразилии, слежку за ним вели службы Итайпу; само похищение было проведено аргентинской тайной полицией 9 февраля 1977 года.